# Maxillaria weberbaueri
Maxillaria weberbaueri är en orkidéart som beskrevs av Rudolf Schlechter. Maxillaria weberbaueri ingår i släktet Maxillaria och familjen orkidéer.
Artens utbredningsområde är Peru. Inga underarter finns listade i Catalogue of Life.